# 俄罗斯联邦武装力量后勤部
苏军后勤部(俄语：Тыл Вооружëнных Сил Российской Федерации)，是苏联武装力量的后勤统帅机关。由于苏军的后勤部、军械部、财务部、建筑和营房部分立，由国防部直属，因此一直称后勤部而不称作“总后勤部”。
各军兵种有独立的后勤。

## 历史
沙皇俄国在1700年彼得一世时代就签署命令由近卫军Yazykov 管理全军的军需供应并授予其总军需委员。日俄战争后，开始使用后勤 (тыл)一词。
1918年5月8日成立的总参谋部下设军械维修部和军运部。1918年6月1日，设立中央军需部，部长N·C·安什利赫特。1918年9月2日，归属苏俄革命军事委员会。1930年代，设立国防人民委员部食品局和被服局。1936年设立燃料供应局。随后又设立公路运输局、军医局。
苏德战争爆发后，总参谋部第五部负责后勤与供应，包括供应部队火炮、工程装备、防毒面具、通讯工具,以及粮秣、服装和鞋靴等军需品，以及安排运输和燃料。布琼尼元帅领导的骑兵总监部负责卫生和兽医，以及物资储备。1941年6月30日苏联国防委员会成立后，中央的高级领导人们被分配管理各方面的后勤重任：
- 米高扬负责红军的燃料、食品和服装的补给；
- 安德烈耶夫负责管理铁路；
- 万尼科夫、兹维列夫、加里宁、柯西金、马雷舍夫和什维尔尼克则负责撤退工业和使国家转入战时体制。*

1941年7月28日设立苏联工农红军后勤部。下设机构包括部门机关、军事运输局、公路局、军需总局、燃料供应局、军医总局、兽医局。首任部长为安德烈·瓦西里耶维奇·赫鲁廖夫军需勤务中将，并兼任副国防人民委员。副部长马特维·瓦西里耶维奇·扎哈罗夫少将。1941年8月同时设立了空军后勤部，1942年5月又设立了海军后勤部。1943年1月又设立了总汽车管理部。1943年6月，总道路管理部成立。1943年11月7日，由于对苏军后勤工作的卓越领导，以及对发展和完善作战部队的后勤保障做出了重大贡献，善于统一和集中使用后方力量及各种运输手段，对陆海军提供不间断的物质技术保障，赫鲁廖夫晋升为陆军大将。后来赫鲁廖夫被《苏联军事百科全书》评价为苏联军事家和国务活动家。苏军后勤整体上分为中央后勤、战役后勤和部队后勤三个层次。中央后勤由红军后勤部及直属后勤部队负责，属于战略层次；战役后勤由各集团军、方面军、舰队负责；部队后勤则由军、师、团负责，属于战术层次。各方面军、各集团军设立后勤部门。 苏德战争中，红军后勤部向军队前送了1000多万吨弹药，1600多万吨油料，以及大量给养、被装和其他物资器材。其中汽车运输各种物资超过14500万吨，铁路军运超过1900万车皮，构筑与修复道路约10万公里，修复铁路11.7万公里，修建了6000多个机场，修复了数千万件武器和军事技术装备，军医部门使72%以上的伤员和91%以上的病员得以重回战场。红军后勤部及所属后勤部队中共有52人获得苏联英雄称号，30人获得社会主义劳动英雄称号。
1991年更名为俄联邦武装力量后勤部。

## 组成机构

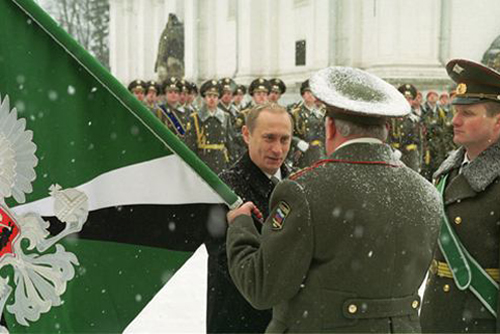
2002年8月，俄总统普京在克里姆林宫接见铁道兵。

- 军事医学总局
- 军事运输总局
- 中央汽车公路局
- 中央火箭与其它燃料局
- 中央食品局。还管理部队农场。
- 中央被服局
- 营房利用局
- 消防救援与地方防卫部队
- 兽医与卫生服务
- 经济安全局
- 供销总局：管理营区内的各种商业网点
- 营房利用总局
- 农业局
- 军事科学委员会
- 秘书长
- 干部总局
- 通信部
- 俄罗斯铁道兵
- 俄罗斯汽车兵
- 俄罗斯公路与道路运输兵
- 俄罗斯管道兵

## 后勤军事院校
- 后勤与运输学院
- 基洛夫军医学院
- 博格丹.赫梅利尼茨基乌里扬诺夫斯克高等军事技术学校（四年制，负责培养有关液体燃料在作战中的使用和辅助装备及其储运人员）
- 红旗共青团沃尔斯克高等后勤学校
- 高尔基高等后勤经济学校
- 伏龙芝列宁格勒铁道兵和军事运输高等学校
- 赫鲁廖夫雅罗斯拉夫高等军事财务学校
- 莫斯科筑路与工程兵高等指挥学校
- 沃罗涅什空军工程高等学校

## 历任后勤部长
- 安德烈·瓦西里耶维奇·赫鲁廖夫（1941年7月28日军需总局局长调任-1951年调任苏联建筑材料工业部副部长）军需中将、1942年11月军需勤务上将、1943年11月7日大将。
- 瓦西里·伊万诺维奇·维诺格拉多夫上将（1951年后勤部第一副部长兼参谋长升任-1958年6月转任后勤部副部长兼军需总局局长）
- 伊万·赫里斯托福洛维奇·巴格拉米扬元帅（1958年6月总参军事学院院长出任-1968年4月转任国防部总监组总监）
- 谢尔盖·斯捷潘诺维奇·马里亚欣大将（1968年4月白俄罗斯军区司令调任-1972年6月15日去世）
- 谢苗·康斯坦丁诺维奇·库尔科特金大将（1972年6月驻德苏军集群总司令调任-1988年5月调任国防部总监组总监）1983年3月25日获得苏联元帅军衔
- 弗拉基米尔·米哈伊洛维奇·阿尔希波夫大将（1988年5月莫斯科军区司令调任-1991年）